# C13H14N2O3
化学式C13H14N2O3（摩尔质量：246.26 g/mol）可以指：
- 甲基苯巴比妥，CAS号：115-38-8
- Nigellicin，CAS号：98063-20-8
- N-乙酰色氨酸，混合CAS号：87-32-1 
  - N-乙酰-L-色氨酸，CAS号：1218-34-4 
  - N-乙酰-D-色氨酸，CAS号：2280-01-5

|  | 这个同类索引页列出了具有相同分子式的化学物（即同分異構體）条目。 除非您是有意链接至本页，否则应将相应条目的内部链接指向正确的条目。 |